# Unterseeboot 748
L'Unterseeboot 748 ou U-748 est un sous-marin allemand (U-Boot) de type VIIC utilisé par la Kriegsmarine pendant la Seconde Guerre mondiale.
Le sous-marin fut commandé le 25 août 1941 à Dantzig (Schichau-Werke), sa quille fut posée le 20 août 1942, il fut lancé le 13 mai 1943, et mis en service le 31 juillet 1943, sous le commandement du Teniente di Vascello italien Mario Arillo.
L'U-748 n'endommagea ou ne coula aucun navire au cours de l'unique patrouille (5 jours en mer) qu'il effectua.
Il fut sabordé en mai 1945.

## Conception
Unterseeboot type VII, l'U-748 avait un déplacement de 769 tonnes en surface et 871 tonnes en plongée. Il avait une longueur totale de 67,10 m, un maître-bau de 6,20 m, une hauteur de 9,60 m et un tirant d'eau de 4,74 m. Le sous-marin était propulsé par deux hélices de 1,23 m, deux moteurs diesel Germaniawerft M6V 40/46 de 6 cylindres en ligne de 1 400 cv à 470 tr/min, produisant un total de 2 060 à 2 350 kW en surface et de deux moteurs électriques AEG GU 460/8–27 de 375 cv à 295 tr/min, produisant un total 550 kW, en plongée. Le sous-marin avait une vitesse en surface de 17,7 nœuds (32,8 km/h) et une vitesse de 7,6 nœuds (14,1 km/h) en plongée. Immergé, il avait un rayon d'action de 80 milles marins (150 km) à 4 nœuds (7,4 km/h; 4,6 milles par heure) et pouvait atteindre une profondeur de 230 m. En surface son rayon d'action était de 8 500 milles nautiques (soit 15 700 km) à 10 nœuds (19 km/h).
 L'U-748 était équipé de cinq tubes lance-torpilles de 53,3 cm (quatre montés à l'avant et un à l'arrière) qui contenait quatorze torpilles. Il était équipé d'un canon de 8,8 cm SK C/35 (220 coups) et d'un canon antiaérien de 20 mm Flak. Il pouvait transporter 26 mines TMA ou 39 mines TMB. Son équipage comprenait 4 officiers et 40 à 56 sous-mariniers.

## Historique
Il reçut sa formation de base au sein de la 8. Unterseebootsflottille jusqu'au 8 septembre 1943. À partir du 6 octobre, il opéra dans la 24. Unterseebootsflottille puis dans la 31. Unterseebootsflottille comme formation d'entrainement.
L'U-748 est prévu pour être prêté à la Regia Marina en échange des sous-marins italiens basés à Bordeaux. Il est immatriculé S5, le 31 juillet 1943.
Le 10 septembre 1943, après l'Armistice de l'Italie, la Kriegsmarine le récupère, à Gotenhafen. 
Il sert ensuite à l'entraînement des équipages jusqu'en 1945. Cependant, du 5 au 7 juillet 1944, il opère brièvement en mer Baltique et retourne le 12 juillet à la 24.U-Flottille.
Le 5 mai 1945, il est sabordé à la position géographique 54° 21′ N, 9° 46′ E, suivant les ordres de l'amiral Karl Dönitz (Opération Regenbogen), pour éviter sa capture par les forces alliées.
Il est renfloué en juin 1945, puis démoli.

## Affectations
- 8. Unterseebootsflottille du 31 juillet 1943 au 8 septembre 1943 (Période de formation).
- 24. Unterseebootsflottille du 6 octobre 1943 au 1er avril 1945 (Période de formation).
- 31. Unterseebootsflottille du 1er avril 1945 au 5 mai 1945 (Période de formation).

## Commandement
- Teniente di Vascello Mario Arillo du 31 juillet 1943 au 9 septembre 1943.
- Oberleutnant zur See Götz Roth du 6 octobre 1943 au 17 septembre 1944.
- Oberleutnant zur See Joachim Knecht du 18 septembre 1944 au 29 novembre 1944.
- Oberleutnant zur See Hans-Friedrich Puschmann du 30 novembre 1944 au 20 avril 1945.
- Oberleutnant zur See Gottfried Dingler du 21 avril 1945 au 5 mai 1945.

## Patrouille(s)
|       | Commandant      | Départ          | Départ | Arrivée         | Arrivée  | Jours   | Succès |
| ----- | --------------- | --------------- | ------ | --------------- | -------- | ------- | ------ |
| 1     | Oblt. Götz Roth | 5 juillet 1944  | Reval  | 7 juillet 1944  | Nuokko   | 3 jours |        |
|       | Oblt. Götz Roth | 11 juillet 1944 | Nuokko | 12 juillet 1944 | Helsinki | 2 jours |        |
| Total | Total           | Total           | Total  | Total           | Total    | 5 jours | 0 t    |

Note : Oblt. = Oberleutnant zur See